# ごめんねFingers crossed
『ごめんねFingers crossed』（ごめんねフィンガーズ クロスト）は、日本の女性アイドルグループ乃木坂46の楽曲。2021年6月9日に乃木坂46の27作目のシングルとしてN46Div.から発売された。秋元康が作詞、杉山勝彦とAPAZZIが作曲した。楽曲のセンターポジションは遠藤さくらが務めた。第63回日本レコード大賞優秀作品賞受賞曲。

## 背景とリリース
CDシングルの発売は前作『僕は僕を好きになる』以来、約4か月ぶり。Blu-ray付属のType-A・B・C・D、CDのみの通常盤の5形態での発売。初回仕様限定盤のType-AからType-Dには「全国イベント参加券 or スペシャルプレゼント応募券」および生写真1枚が封入されている。
タイトルに使用されている「Fingers crossed」は、英語圏において相手の幸運や成功を祈る際に使用されるフレーズで、中指を人差し指の上に重ねたジェスチャーを送りながら使用される。
16thシングル「サヨナラの意味」以来、約4年半ぶりのノンタイアップシングルとなった。

## アートワーク
| Type-A 表 | 遠藤さくら・齋藤飛鳥・山下美月                               |
| Type-B 表 | 梅澤美波・賀喜遥香・与田祐希                                 |
| Type-C 表 | 生田絵梨花・岩本蓮加・大園桃子・星野みなみ                   |
| Type-D 表 | 清宮レイ・高山一実・筒井あやめ・松村沙友理                   |
| 通常盤 表 | 秋元真夏・久保史緒里・新内眞衣・田村真佑・早川聖来・樋口日奈 |

## チャート成績
2021年6月21日付の「オリコン週間シングルランキング」で初週推定売上59万枚を記録し、初登場1位を獲得した。
同日付の「Billboard Japan Hot 100」で総合首位を獲得した。前作の「僕は僕を好きになる」の67万8684枚を上回る初週推定売上70万4346枚を記録し、シングルセールスで1位、そしてルックアップでも1位となり指標別では2冠を達成している。

## 受賞
- 第36回日本ゴールドディスク大賞「ベスト5シングル」[14]

## ミュージック・ビデオ
ごめんねFingers crossed
監督：東市篤憲、振付：LICO
4月中旬に茨城県内の巨大な鉄鋼プラントで2日間にわたって撮影された。「ある海辺で密かに営業しているダイナー。そこには日本中からスピードを競う走り屋たちが集まっていた」という「カーレース」をテーマにしたストーリーのミュージック・ビデオになっている。また、ミュージック・ビデオの特設サイトには、メンバーのキャラクター設定とともに、キャラクター相関図やミュージック・ビデオで使用した数々の車が公開されており、今までのミュージック・ビデオにはなかった世界観を感じることができる。レース最後の逆転にはナイトラス・オキサイド・システム（Nitrous Oxide System、NOS）を使用している。
全部 夢のまま
監督：神谷雄貴（maxilla）、振付：西田一生
4月上旬に千葉県内のホテルで撮影された。センターを務める与田祐希が豪奢な洋館に迷い込み、住人たちに翻弄されながら館内を探検するコミカルなストーリー仕立ての映像となっている。
ざぶんざざぶん
監督：高橋一生、振付監修：田中文人、振付：Acchan（松岡篤志）
4月中旬に神奈川県横須賀市を中心に撮影された。好きな人への想いが叶えられず、落ち込む筒井あやめを励ますために、与田祐希が筒井を誘い、一緒に遊びに出かけるストーリー仕立てのミュージック・ビデオとなっている。
さ～ゆ～Ready?
監督：萩原健太郎、月田茂、伊藤衆人
4月中旬から下旬にかけて都内のスタジオを中心に撮影された。「自分が思う松村沙友理の魅力を出す」という内容のもと、松村沙友理がゆかりのある3名の映像監督が1曲に携わるという前代未聞の豪華ミュージック・ビデオとなり、乃木坂46でも初の試みとなった。監督は、1コーラス目を萩原健太郎、2コーラス目を月田茂、間奏から楽曲の最後までを伊藤衆人が担当した。
錆びたコンパス
監督：大久保拓朗
4月上旬に静岡県伊豆市で2日間撮影された。楽しい記憶、そして記録を残すために、旅に出かけるメンバーを追いかけたロードムービー仕立てのミュージック・ビデオとなっている。ミュージック・ビデオの中で使われている多くの写真は、実際にメンバー自身が撮影した写真が使われており、映像に関しても、メンバー自身が撮影した映像が所々で使用されている手作り感満載の作品となっている。

## シングル収録トラック

### Type-A
| #         | タイトル                                        | 作詞      | 作曲             | 編曲      | 時間  |
| --------- | ----------------------------------------------- | --------- | ---------------- | --------- | ----- |
| 1.        | 「ごめんねFingers crossed」                     | 秋元康    | 杉山勝彦、APAZZI | APAZZI    | 4:17  |
| 2.        | 「全部 夢のまま」                               | 秋元康    | you-me           | 佐々木裕  | 4:44  |
| 3.        | 「大人たちには指示されない」                    | 秋元康    | BASEMINT         | BASEMINT  | 4:12  |
| 4.        | 「ごめんねFingers crossed 〜off vocal ver.〜」  |           | 杉山勝彦、APAZZI | APAZZI    | 4:17  |
| 5.        | 「全部 夢のまま 〜off vocal ver.〜」            |           | you-me           | 佐々木裕  | 4:44  |
| 6.        | 「大人たちには指示されない 〜off vocal ver.〜」 |           | BASEMINT         | BASEMINT  | 4:11  |
| 合計時間: | 合計時間:                                       | 合計時間: | 合計時間:        | 合計時間: | 26:25 |

| #         | タイトル                                | 作詞      | 作曲・編曲 | 監督               | 時間 |
| --------- | --------------------------------------- | --------- | ---------- | ------------------ | ---- |
| 1.        | 「ごめんねFingers crossed Music Video」 |           |            | 東市篤憲           | 4:16 |
| 2.        | 「全部 夢のまま Music Video」           |           |            | 神谷雄貴           | 5:07 |
| 3.        | 「伊藤理々杏」                          |           |            | イノウエマナ       |      |
| 4.        | 「梅澤美波」                            |           |            | いしいかつあき     |      |
| 5.        | 「遠藤さくら」                          |           |            | 鈴木奈音           |      |
| 6.        | 「大園桃子」                            |           |            | 高野寛地           |      |
| 7.        | 「筒井あやめ」                          |           |            | ヒカワヒカル       |      |
| 8.        | 「中村麗乃」                            |           |            | 金子直樹           |      |
| 9.        | 「林瑠奈」                              |           |            | ヨビノリたくみ     |      |
| 10.       | 「星野みなみ」                          |           |            | まつおゆきこ       |      |
| 11.       | 「吉田綾乃クリスティー」                |           |            | オオタシンイチロウ |      |
| 12.       | 「和田まあや」                          |           |            | 木村優矢           |      |
| 合計時間: | 合計時間:                               | 合計時間: | 9:23       |                    |      |

### Type-B
| #         | タイトル                                       | 作詞      | 作曲             | 編曲           | 時間  |
| --------- | ---------------------------------------------- | --------- | ---------------- | -------------- | ----- |
| 1.        | 「ごめんねFingers crossed」                    | 秋元康    | 杉山勝彦、APAZZI | APAZZI         | 4:17  |
| 2.        | 「全部 夢のまま」                              | 秋元康    | you-me           | 佐々木裕       | 4:44  |
| 3.        | 「ざぶんざざぶん」                             | 秋元康    | NOVECHIKA、TETTA | 野中“まさ”雄一 | 3:48  |
| 4.        | 「ごめんねFingers crossed 〜off vocal ver.〜」 |           | 杉山勝彦、APAZZI | APAZZI         | 4:17  |
| 5.        | 「全部 夢のまま 〜off vocal ver.〜」           |           | you-me           | 佐々木裕       | 4:44  |
| 6.        | 「ざぶんざざぶん 〜off vocal ver.〜」          |           | NOVECHIKA、TETTA | 野中“まさ”雄一 | 3:46  |
| 合計時間: | 合計時間:                                      | 合計時間: | 合計時間:        | 合計時間:      | 25:36 |

| #         | タイトル                                | 作詞      | 作曲・編曲 | 監督         | 時間 |
| --------- | --------------------------------------- | --------- | ---------- | ------------ | ---- |
| 1.        | 「ごめんねFingers crossed Music Video」 |           |            | 東市篤憲     | 4:16 |
| 2.        | 「ざぶんざざぶん Music Video」          |           |            | 高橋一生     | 3:46 |
| 3.        | 「生田絵梨花」                          |           |            | 櫻井美希     |      |
| 4.        | 「佐藤楓」                              |           |            | 荻颯太郎     |      |
| 5.        | 「佐藤璃果」                            |           |            | 岡田あかり   |      |
| 6.        | 「柴田柚菜」                            |           |            | 大原寛史     |      |
| 7.        | 「高山一実」                            |           |            | 宮田光       |      |
| 8.        | 「田村真佑」                            |           |            | 山本啓太     |      |
| 9.        | 「樋口日奈」                            |           |            | 高島朱夏     |      |
| 10.       | 「山崎怜奈」                            |           |            | じょん       |      |
| 11.       | 「弓木奈於」                            |           |            | 福田泰介     |      |
| 12.       | 「与田祐希」                            |           |            | 林希         |      |
| 13.       | 「渡辺みり愛」                          |           |            | いしだももこ |      |
| 合計時間: | 合計時間:                               | 合計時間: | 8:02       |              |      |

### Type-C
| #         | タイトル                                       | 作詞      | 作曲               | 編曲               | 時間  |
| --------- | ---------------------------------------------- | --------- | ------------------ | ------------------ | ----- |
| 1.        | 「ごめんねFingers crossed」                    | 秋元康    | 杉山勝彦、APAZZI   | APAZZI             | 4:17  |
| 2.        | 「全部 夢のまま」                              | 秋元康    | you-me             | 佐々木裕           | 4:44  |
| 3.        | 「さ〜ゆ〜Ready?」                             | 秋元康    | Masayoshi Kawabata | Masayoshi Kawabata | 5:32  |
| 4.        | 「ごめんねFingers crossed 〜off vocal ver.〜」 |           | 杉山勝彦、APAZZI   | APAZZI             | 4:17  |
| 5.        | 「全部 夢のまま 〜off vocal ver.〜」           |           | you-me             | 佐々木裕           | 4:44  |
| 6.        | 「さ〜ゆ〜Ready? 〜off vocal ver.〜」          |           | Masayoshi Kawabata | Masayoshi Kawabata | 5:31  |
| 合計時間: | 合計時間:                                      | 合計時間: | 合計時間:          | 合計時間:          | 29:05 |

| #         | タイトル                                | 作詞      | 作曲・編曲 | 監督                         | 時間 |
| --------- | --------------------------------------- | --------- | ---------- | ---------------------------- | ---- |
| 1.        | 「ごめんねFingers crossed Music Video」 |           |            | 東市篤憲                     | 4:16 |
| 2.        | 「さ〜ゆ〜Ready? Music Video」          |           |            | 萩原健太郎、月田茂、伊藤衆人 | 5:31 |
| 3.        | 「賀喜遥香」                            |           |            | 上田希                       |      |
| 4.        | 「掛橋沙耶香」                          |           |            | 国府田芽衣                   |      |
| 5.        | 「北川悠理」                            |           |            | 佐藤安稀                     |      |
| 6.        | 「北野日奈子」                          |           |            | 藤野大作                     |      |
| 7.        | 「齋藤飛鳥」                            |           |            | 頃安祐良                     |      |
| 8.        | 「新内眞衣」                            |           |            | 鈴木将也                     |      |
| 9.        | 「鈴木絢音」                            |           |            | 今泉かおり                   |      |
| 10.       | 「清宮レイ」                            |           |            | 宮本諒                       |      |
| 11.       | 「松村沙友理」                          |           |            | 廣岡秀司                     |      |
| 12.       | 「向井葉月」                            |           |            | 内藤千花                     |      |
| 13.       | 「矢久保美緒」                          |           |            | 濱田実乘                     |      |
| 合計時間: | 合計時間:                               | 合計時間: | 9:47       |                              |      |

### Type-D
| #         | タイトル                                       | 作詞      | 作曲             | 編曲      | 時間  |
| --------- | ---------------------------------------------- | --------- | ---------------- | --------- | ----- |
| 1.        | 「ごめんねFingers crossed」                    | 秋元康    | 杉山勝彦、APAZZI | APAZZI    | 4:17  |
| 2.        | 「全部 夢のまま」                              | 秋元康    | you-me           | 佐々木裕  | 4:44  |
| 3.        | 「錆びたコンパス」                             | 秋元康    | 中村泰輔         | 中村泰輔  | 4:16  |
| 4.        | 「ごめんねFingers crossed 〜off vocal ver.〜」 |           | 杉山勝彦、APAZZI | APAZZI    | 4:17  |
| 5.        | 「全部 夢のまま 〜off vocal ver.〜」           |           | you-me           | 佐々木裕  | 4:44  |
| 6.        | 「錆びたコンパス 〜off vocal ver.〜」          |           | 中村泰輔         | 中村泰輔  | 4:15  |
| 合計時間: | 合計時間:                                      | 合計時間: | 合計時間:        | 合計時間: | 26:33 |

| #         | タイトル                                | 作詞      | 作曲・編曲 | 監督       | 時間 |
| --------- | --------------------------------------- | --------- | ---------- | ---------- | ---- |
| 1.        | 「ごめんねFingers crossed Music Video」 |           |            | 東市篤憲   | 4:16 |
| 2.        | 「錆びたコンパス Music Video」          |           |            | 大久保拓朗 | 4:15 |
| 3.        | 「秋元真夏」                            |           |            | 古井哲郎   |      |
| 4.        | 「伊藤純奈」                            |           |            | 菊池清嗣   |      |
| 5.        | 「岩本蓮加」                            |           |            | 中江啓太   |      |
| 6.        | 「金川紗耶」                            |           |            | 小林慶太郎 |      |
| 7.        | 「久保史緒里」                          |           |            | 道本咲希   |      |
| 8.        | 「黒見明香」                            |           |            | 高宮颯汰   |      |
| 9.        | 「阪口珠美」                            |           |            | 勝野賢     |      |
| 10.       | 「寺田蘭世」                            |           |            | 小瀧悠     |      |
| 11.       | 「早川聖来」                            |           |            | BEBI       |      |
| 12.       | 「松尾美佑」                            |           |            | 三重野広帆 |      |
| 13.       | 「山下美月」                            |           |            | 今泉力哉   |      |
| 合計時間: | 合計時間:                               | 合計時間: | 8:31       |            |      |

### 通常盤
| #         | タイトル                                       | 作詞      | 作曲             | 編曲           | 時間  |
| --------- | ---------------------------------------------- | --------- | ---------------- | -------------- | ----- |
| 1.        | 「ごめんねFingers crossed」                    | 秋元康    | 杉山勝彦、APAZZI | APAZZI         | 4:17  |
| 2.        | 「全部 夢のまま」                              | 秋元康    | you-me           | 佐々木裕       | 4:44  |
| 3.        | 「猫舌カモミールティー」                       | 秋元康    | Shinobu Suzuki   | Shinobu Suzuki | 4:03  |
| 4.        | 「ごめんねFingers crossed 〜off vocal ver.〜」 |           | 杉山勝彦、APAZZI | APAZZI         | 4:17  |
| 5.        | 「全部 夢のまま 〜off vocal ver.〜」           |           | you-me           | 佐々木裕       | 4:44  |
| 6.        | 「猫舌カモミールティー 〜off vocal ver.〜」    |           | Shinobu Suzuki   | Shinobu Suzuki | 4:02  |
| 合計時間: | 合計時間:                                      | 合計時間: | 合計時間:        | 合計時間:      | 26:07 |

## 歌唱メンバー

### ごめんねFingers crossed
（センター：遠藤さくら）
- 3列目：樋口日奈、早川聖来、筒井あやめ、大園桃子、岩本蓮加、清宮レイ、田村真佑、新内眞衣
- 2列目：秋元真夏、梅澤美波、星野みなみ、松村沙友理、生田絵梨花、久保史緒里、高山一実
- 1列目：与田祐希、齋藤飛鳥、遠藤さくら、山下美月、賀喜遥香

センターは遠藤さくらで、表題曲では「夜明けまで強がらなくてもいい」以来、3作ぶりとなる。選抜メンバーは前作より1人増の20人で福神は前作と同じ12人（十二福神）。前作の選抜メンバーは、卒業した堀未央奈以外の18人は今作でも選抜されている。前作から引き続き福神なのは10人となり、高山と星野は「しあわせの保護色」以来2作ぶりの福神復帰。4期生から早川聖来が初選抜となり、樋口は「しあわせの保護色」以来2作ぶりの復帰。今作を以てグループを卒業する松村沙友理は最後の選抜となり、配信限定シングルを含む全シングルで選抜入りとなった。また、3期生の大園桃子も今回の活動をもって卒業することになるため、最後の選抜となる。

### 全部 夢のまま
（センター：与田祐希）
- 秋元真夏、生田絵梨花、岩本蓮加、梅澤美波、遠藤さくら、大園桃子、賀喜遥香、久保史緒里、齋藤飛鳥、新内眞衣、清宮レイ、高山一実、田村真佑、筒井あやめ、星野みなみ、松村沙友理、山下美月、与田祐希

歌唱メンバーは、堀未央奈を除いたシングル「僕は僕を好きになる」と同一。フロントメンバーは与田・筒井・星野が務める。与田は「逃げ水」でWセンターを務めたことはあるが、単独では初となる。

### 錆びたコンパス
（センター：山崎怜奈）
- 伊藤純奈、伊藤理々杏、北野日奈子、阪口珠美、佐藤楓、鈴木絢音、寺田蘭世、中村麗乃、向井葉月、山崎怜奈、吉田綾乃クリスティー、渡辺みり愛、和田まあや[30]

アンダーメンバーによる楽曲。山崎にとっては自身初のセンター曲となる。また、2期生の伊藤純奈と渡辺みり愛は今作の活動をもってグループから卒業するため、最後の楽曲参加となる。

### さ〜ゆ〜Ready?
- 松村沙友理[28]

今作で卒業を迎える松村のソロ曲。

### 大人たちには指示されない
（センター：岩本蓮加）
- 伊藤理々杏、岩本蓮加、梅澤美波、大園桃子、久保史緒里、阪口珠美、佐藤楓、中村麗乃、向井葉月、山下美月、吉田綾乃クリスティー、与田祐希[33]

3期生による楽曲。

### 猫舌カモミールティー
（センター：田村真佑）
- 遠藤さくら、賀喜遥香、掛橋沙耶香、金川紗耶、北川悠理、黒見明香、佐藤璃果、柴田柚菜、清宮レイ、田村真佑、筒井あやめ、早川聖来、林瑠奈、松尾美佑、矢久保美緒、弓木奈於[34]

4期生による楽曲。田村にとっては自身初のセンター曲となる。フロントメンバーは田村・松尾・弓木が務める。

### ざぶんざざぶん
- 与田祐希、筒井あやめ[28]